# Izoterma RP
Izoterma RP (izoterma Radke-Praunitza) – eksperymentalna 3-parametrowa izoterma adsorpcji stosowana najczęściej do opisu adsorpcji z rozcieńczonych roztworów wodnych substancji organicznych:
{\displaystyle a={\frac {AKc}{1+\left(Kc\right)^{n}}},}
gdzie:
{\displaystyle a} – adsorpcja,
{\displaystyle c} – stężenie adsorbatu,
{\displaystyle K} – stała równowagi adsorpcji,
{\displaystyle A} – parametr związany z pojemnością adsorpcyjną adsorbentu,
{\displaystyle n} – parametr związany ze strukturą adsorbentu.
Równanie izotermy Radke-Prausnitza nie jest izotermą monowarstwową – nie jest zgodna z modelem Langmuira – jest stosowane z reguły w przypadku adsorpcji na adsorbentach silnie niejednorodnych, najczęściej na węglach aktywnych. Ze względu na brak ścisłych podstaw teoretycznych interpretacja jego parametrów jest trudna.
Dla niskich stężeń adsorbatu izoterma RP redukuje się do izotermy Henry’ego:
{\displaystyle a=AKc=K_{H}c.}
Natomiast dla wysokich stężeń adsorbatu izoterma ta staje się podobna do izotermy Freundlicha:
{\displaystyle a=A(Kc)^{1-n}=kc^{n'}.}
Jeżeli na izotermie eksperymentalnej we współrzędnych logarytmicznych log(a) ~ log(c) występują dwa obszary prostoliniowe, przy czym jeden z nich ma nachylenie 1 (obszar Henry’ego) a drugi ma nachylenie mniejsze od 1 (obszar Freundlicha), wówczas najprawdopodobniej takie dane mogą być opisane równanie RP a jego parametry mogą być łatwo wyznaczone na podstawie tych odcinków.
Te szczególne cechy równania RP zostały do niego wbudowane przez autorów, gdyż celem twórców była taka modyfikacja izotermy Freundlicha, aby dla niskich stężeń upodabniała się do izotermy Henry’ego. Zostało to osiągnięte poprzez dodanie do odwrotności izotermy Freundlicha odwrotności izotermy Henry’ego, co powoduje że oba składowe równania płynnie przechodzą jedno w drugie:
{\displaystyle {\frac {1}{a}}={\frac {1}{K_{H}c}}+{\frac {1}{kc^{n'}}}.}
Podobne właściwości do izotermy RP w zakresie niskich i średnich stężeń ma izoterma Tótha, jednak dla wysokich stężeń równanie Tótha wykazuje cechy monowarstwowe.
Izoterma RP może być, podobnie jak większość innych równań stosowana do opisu adsorpcji gazów i par.